# Calvin Coolidge

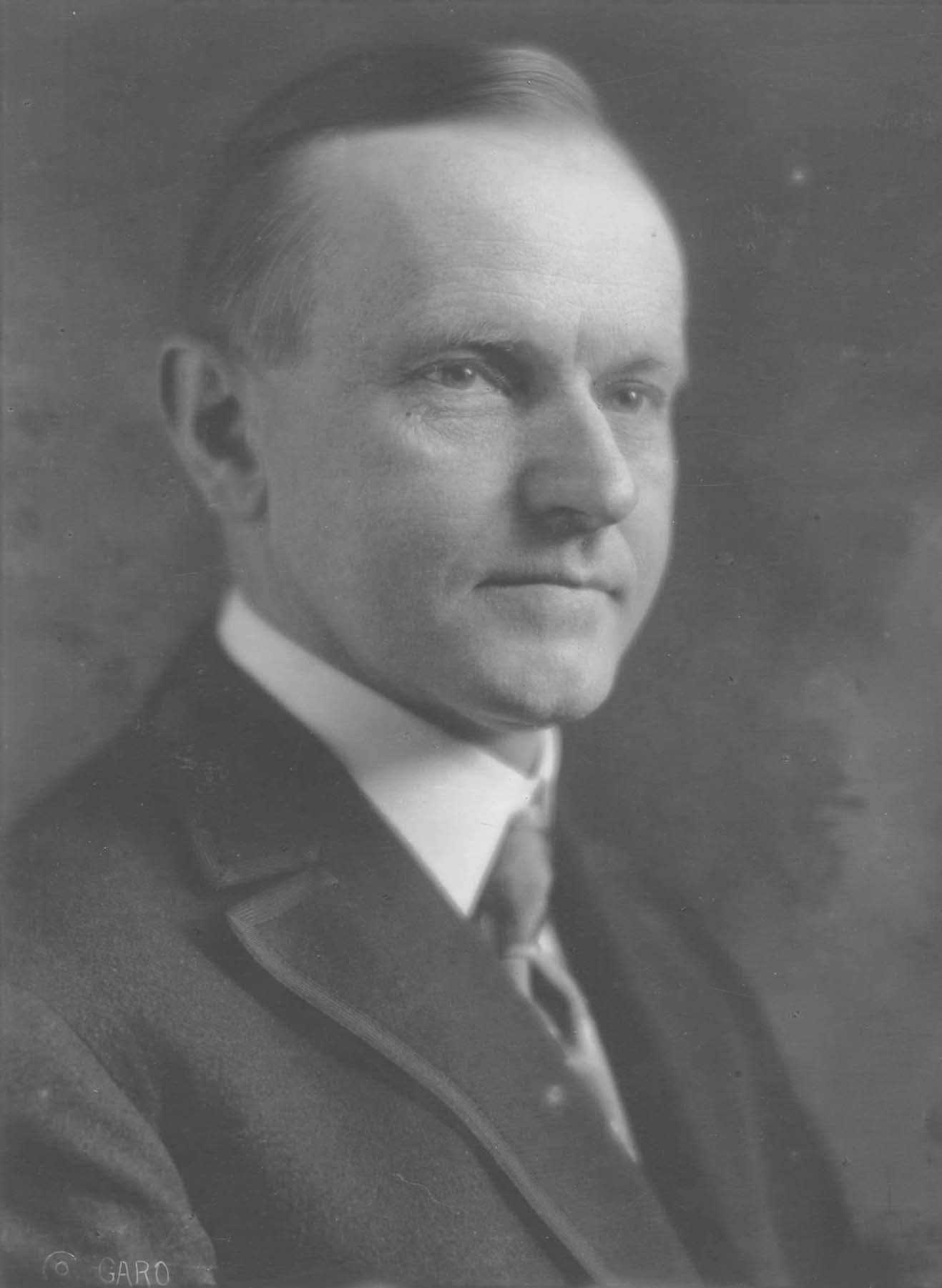
Calvin Coolidge, 1923

Calvin Coolidge (* 4. Juli 1872 in Plymouth Notch, Vermont als John Calvin Coolidge Jr.; † 5. Januar 1933 in Northampton, Massachusetts) war ein US-amerikanischer Politiker der Republikanischen Partei und von 1923 bis 1929 der 30. Präsident der Vereinigten Staaten.
Er begann seine politische Karriere als Kommunalpolitiker in Northampton und stieg über beide Kammern des Massachusetts General Court bis zum Gouverneur von Massachusetts auf. Anschließend war er von 1921 bis 1923 US-Vizepräsident unter Warren G. Harding. Nach Hardings Tod im August 1923 rückte er zum Präsidenten auf. Er beendete die verbleibenden eineinhalb Jahre der Amtszeit seines Vorgängers und wurde bei der nächsten Präsidentschaftswahl im November 1924 für eine volle Amtsperiode im Amt bestätigt.
Seine Präsidentschaft war gekennzeichnet von einer stark wachsenden, wenig regulierten Wirtschaft, einem Haushaltsüberschuss, der Verringerung der Staatsschulden und mehrfachen Steuersenkungen. Er betrieb eine nicht unumstrittene Laissez-faire-Politik und verzichtete weitgehend auf Eingriffe des öffentlichen Sektors. Außenpolitisch war der kriegsächtende Briand-Kellogg-Pakt das wichtigste Ergebnis seiner ansonsten eher isolationistischen Politik.

## Leben

### Herkunft und Erziehung

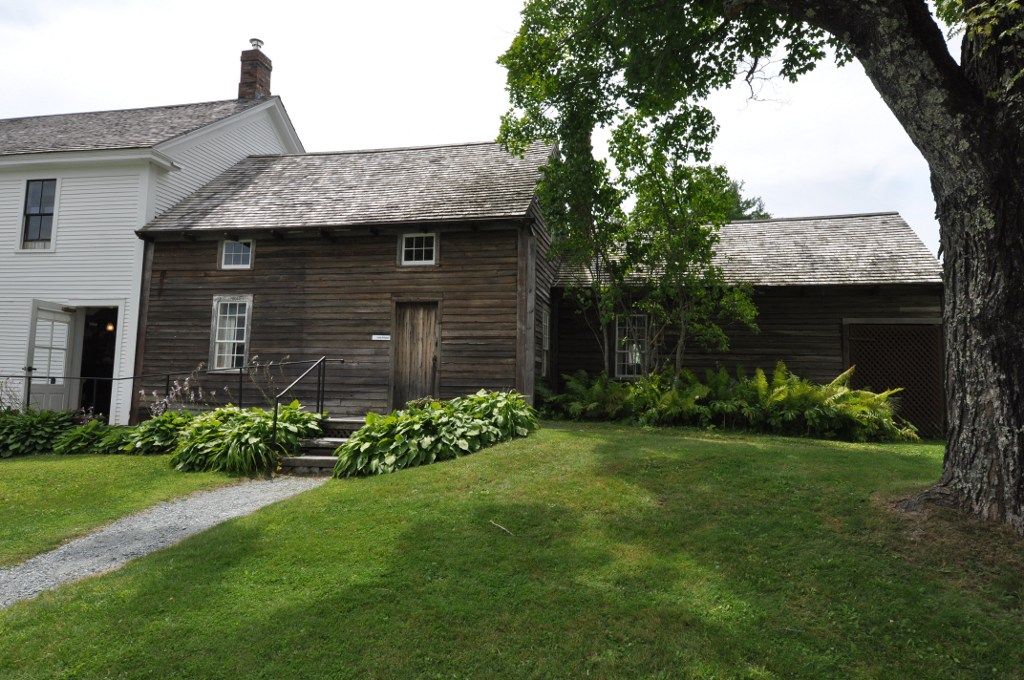
Das Geburtshaus von Calvin Coolidge

Calvin Coolidges Eltern waren John Calvin Coolidge und Victoria Josephine Moor Coolidge. Sein Vater bewirtschaftete in Plymouth Notch die Familienfarm, betrieb einen kleinen Laden und hatte zeitweise auch eine Vielzahl weiterer Tätigkeiten inne. Seine Mutter gärtnerte und nähte. Calvin Coolidge hatte eine jüngere Schwester, Abigail Grace Coolidge, die aber schon früh verstarb.
Coolidges Familie war seit Generationen puritanisch bzw. kongregationalistisch geprägt und seine Vorfahren waren vor religiösen Verfolgung um 1630 aus England nach Massachusetts geflohen, bevor sich sein Ur-Ur-Großvater dann nach seinem Dienst im Unabhängigkeitskrieg in Plymouth Notch niederließ. Auch Calvin Coolidge besuchte während seiner Amtszeit als Vizepräsident und Präsident regelmäßig die Congregational Church in Washington D.C. Benannt ist Calvin Coolidge, dessen Geburtsname John Calvin Coolidge junior lautete, nach dem französischen Reformator Johannes Calvin. Seinen ersten Vornamen verwendete Coolidge jedoch ab 1897 nicht mehr.

### Schulbildung, Studium und Beruf

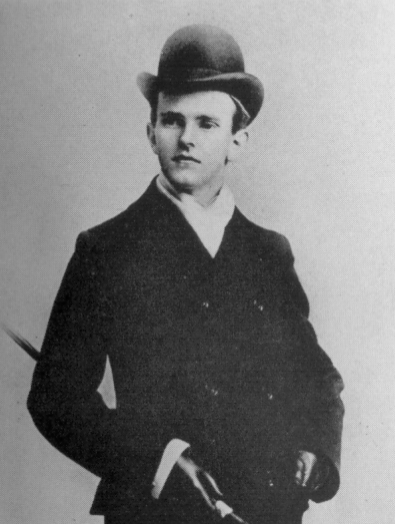
Calvin Coolidge als Student

Als High School besuchte Coolidge ab 1887 die Black River Academy in Ludlow. Später besuchte er außerdem die St. Johnsbury Academy. Seinen Studienabschluss machte er von 1891 bis 1895 am Amherst College cum laude. Um seinem Vater, der finanziell unter der andauernden Wirtschaftskrise von 1893 zu leiden hatte, die Kosten für ein Jura-Studium zu ersparen, ließ sich Coolidge zum Anwalt ausbilden, was damals nicht nur erlaubt, sondern insbesondere im ländlichen Vermont auch noch sehr üblich war. Er fragte bei der Kanzlei des ehemaligen Gouverneurs von Vermont und späterem US-Senators William P. Dillingham in Montpelier nach einer unbesetzten Stelle an. Während Coolidge auf eine Antwort wartete, lud ihn ein Studienfreund nach Northampton ein, wo dieser bereits eine Anwaltslehre begonnen hatte, und stellte Coolidge bei Hammond & Field, der führenden Anwaltskanzlei der Stadt, vor. Coolidge begann daraufhin bei der Kanzlei seine Ausbildung. Kurze Zeit später erhielt er auch ein Stellenangebot von Dillingham, der wegen einer Geschäftsreise verspätet antworten konnte. Nach 20-monatiger Ausbildungszeit wurde Coolidge am 29. Juni 1897 als Anwalt zugelassen. Mit seinem Ersparten und dem Erbe seines Großvaters eröffnete Coolidge 1898 in Northampton seine eigene Kanzlei. Coolidge zog als Anwalt nur dann vor Gericht, wenn es wirklich unvermeidlich war und erwarb somit die Reputation als ein Anwalt, an den man sich wenden konnte, ohne direkt einen kostspieligen Prozess fürchten zu müssen. Wie die meisten jungen Anwälte zu dieser Zeit kümmerte sich Coolidge neben klassischen Rechtsstreitigkeiten um Inkassos, verwaltete Immobilien, wickelte Erbschaften ab und kümmerte sich als Rechtsbeistand der örtlichen Nonotuck Savings Bank um deren Hypotheken. Von 1918 bis 1921 war er auch Präsident dieser Bank und verblieb bis zu seinem Tod im Aufsichtsrat. Coolidge bildete 1915 eine Partnerschaft mit Ralph Wilbur Hemenway, der die Anwaltskanzlei eigenständig weiterführte, während Coolidge sich ganz dem Amt als Vizegouverneur widmete. Coolidge nahm die Anwaltsarbeit aufgrund weiterer Spitzenämter nie wieder auf, und Hemenway leitete die Kanzlei auch über dessen Tod hinaus.

### Politische Karriere bis zur Präsidentschaft

#### Kommunalpolitik
Bereits Coolidges Vater und auch sein Großvater Calvin Galusha Coolidge waren für die Republikaner im Repräsentantenhaus von Vermont gewesen. Calvin Coolidge selbst unterstützte die Partei seit der High School und verfolgte interessiert die nationalen Präsidentschaftswahlkämpfe. Über John C. Hammond und Henry P. Field, die Partner von Hammond & Field, welche beide politisch in Northampton für die Republikaner aktiv waren, fand Coolidge zur Lokalpolitik. Er unterstützte Field bei dessen Wahl zum Bürgermeister 1896 und war als Ersatzdelegierter auf einem Parteitag in Chester zur Nominierung eines Staatssenators anwesend. Im Präsidentschaftswahlkampfes 1896 sprach sich Coolidge in einem Artikel für die Lokalzeitung für den Goldstandard und damit die Position des republikanischen Kandidaten William McKinley aus. 1897 wurde Coolidge für den zweiten Stadtbezirk – eine republikanische Hochburg – in das Republican City Committee, den Parteivorstand der Republikaner in Northampton, gewählt. Das City Committee bestand aus je fünf Mitgliedern aus allen sieben Stadtbezirken und war vor allem für die Auswahl der republikanischen Kandidaten für die kommunalen Ämter verantwortlich. Im Juni 1898 war Coolidge als Delegierter auf einem Parteitag in South Deerfield, auf dem John C. Hammond erneut zum District Attorney nominiert wurde. 1898 ließ sich Coolidge für das nächste Jahr in den Stadtrat von Northampton wählen. Im zweiten Stadtbezirk sicherten sich die Republikaner alle drei Sitze, wobei Coolidge die zweitmeisten Stimmen erhielt. Er verzichtete auf eine Wiederwahl und ließ sich stattdessen im Jahr 1900 vom Stadtrat zum Rechtsbeistand der Stadt (City Solicitor) ernennen, vor allem damit er mehr praktische Erfahrungen vor Gericht sammeln konnte, die Coolidge bisher mangelte. 1901 wurde er im Amt bestätigt. 1902 ernannte der Stadtrat stattdessen den Demokraten Theobald M. Connor an seiner Stelle. Als im Juni 1903 der Gerichtsschreiber vom Hampshire County starb, übernahm Coolidge den Posten bis zum Ende der einjährigen Amtszeit im nächsten Januar. Obwohl das Amt gut bezahlt war verzichtete er auf eine Wahl für eine volle Amtszeit, da er hoffte mit ausreichend Erfahrung als Anwalt noch mehr Geld zu verdienen. Nach seinem Ausscheiden als Gerichtsschreiber wurde Coolidge 1904 zum Vorsitzenden des Republican City Committee gewählt. In dieser Funktion organisierte er den lokalen Wahlkampf für Präsident Theodore Roosevelt in der Präsidentschaftswahl dieses Jahres und den Wahlkampf für die Bürgermeisterwahl, bei der jedoch Henry C. Hallett knapp gegen Theobald M. Connor seine vierte Amtszeit verpasste, wofür Coolidge später seine Wahlkampfstrategie verantwortlich machte. Über Robert N. Weir, einem Verwaltungsangestellten an der Clarke School for the Deaf, bei dem Coolidge jahrelang als Untermieter lebte, lernte er Grace Anna Goodhue kennen, die an der Schule unterrichtete.

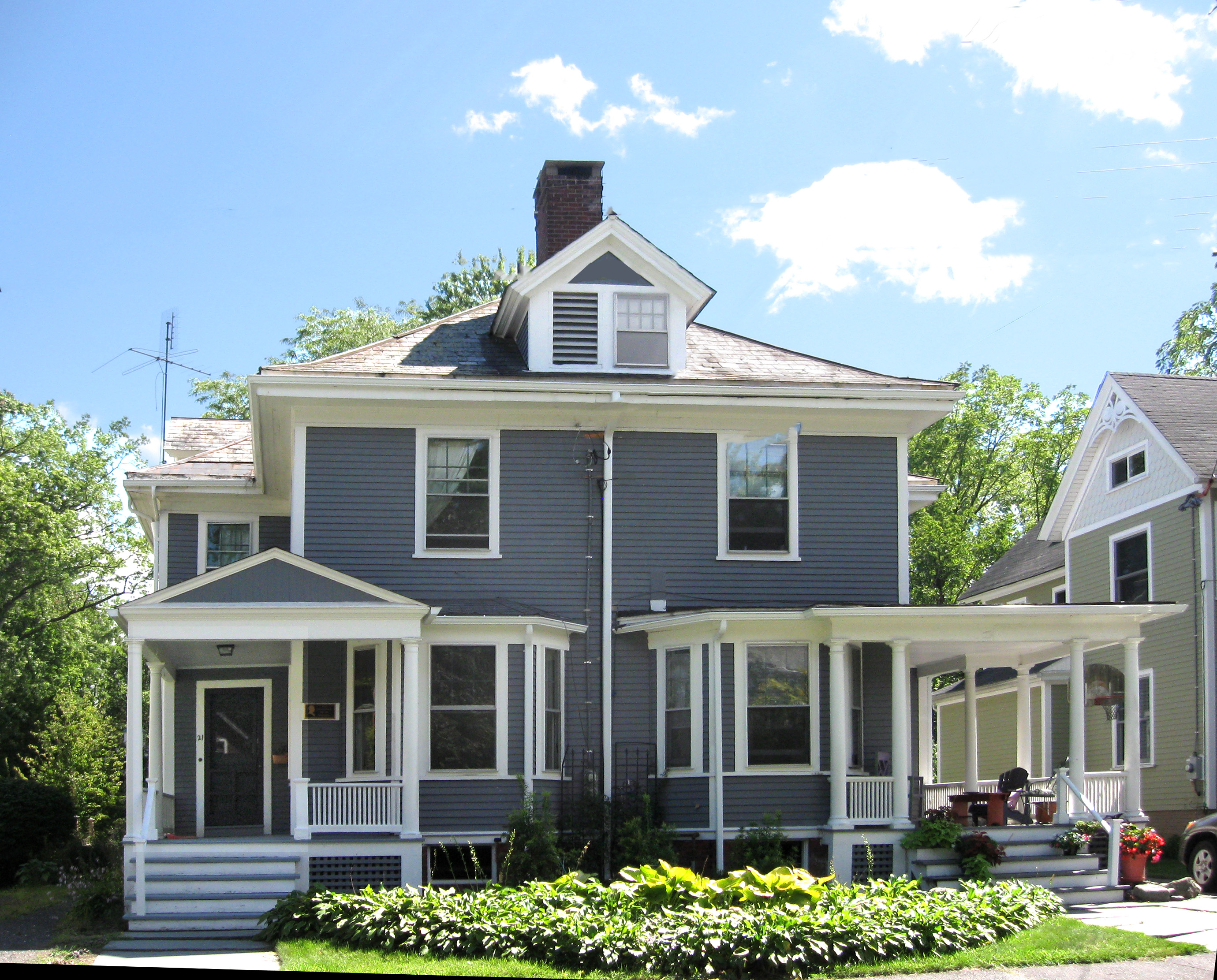
Calvin Coolidge House (2012)

Am 4. Oktober 1905 heiratete das Paar in Graces Elternhaus in Burlington. Aus der Ehe gingen die beiden Söhne John Coolidge (1906–2000) und Calvin Coolidge junior (1908–1924) hervor. Die geplanten zweiwöchigen Flitterwochen in Montreal brach Calvin Coolidge nach nur einer Woche ab, um für den Schulrat von Northampton zu kandidieren. Da in Coolidges Wahlbezirk noch ein weiterer Republikaner kandidierte und sich die Wählerschaft spaltete, verlor Coolidge knapp gegen seinen demokratischen Gegenkandidaten. Im August 1906 mieteten Calvin und Grace Coolidge in der Massasoit Street eine Doppelhaushälfte, die sie bis 1930 bewohnten und die seit 1976 im National Register of Historic Places eingetragen ist.

#### Staatsparlament und Bürgermeister

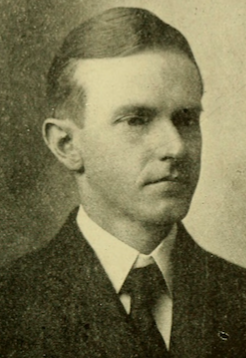
Calvin Coolidge (1908)

Nach der Niederlage in der Wahl zum Schulrat wollte sich Coolidge eigentlich vorerst auf seine berufliche Laufbahn und das Familienleben mit seinem neugeborenen Sohn anstatt auf die Politik konzentrieren. Als die Republikaner allerdings kurz vor Ablauf der innerparteilichen Frist keinen Kandidaten für den Sitz von Northampton im Repräsentantenhaus von Massachusetts gefunden hatten, erklärte Coolidge im September 1906 seine grundsätzliche Bereitschaft trotzdem anzutreten, sofern kein anderer geeigneter Kandidat antritt. Da sich tatsächlich kein anderer Bewerber mehr fand, wurde Coolidge kurz darauf einstimmig nominiert. Im Wahlkampf ließ Coolidge an alle Wahlberechtigten der Stadt Kurzbiographien von sich selbst verschicken und führte einen intensiven Häuserwahlkampf insbesondere bei den eher den Demokraten zugeneigten Irischamerikanern. Im Oktober war er auch Vorsitzender einer Wahlkampfveranstaltung in der Stadthalle, bei der neben anderen zur Wahl stehenden Kandidaten auch der Gouverneur Curtis Guild und der Kongressabgeordnete Frederick H. Gillett anwesend waren. In der Hauptwahl im November schlug Coolidge den demokratischen Amtsinhaber Moses Bassett, der seinen Sitz als Zweitplatzierter der letzten Wahl überhaupt nur erhalten hatte, weil der republikanische Wahlsieger inmitten der Legislaturperiode aus dem Amt geschieden war.
In seiner ersten Legislatur war er Mitglied des Ausschusses für Zusatzartikel zur Staatsverfassung und des Handelsausschusses. Außerdem war er Geschäftsführer des Western Massachusetts Club, einer überparteilichen Vereinigung von Amtsträgern aus dem Westen des Bundesstaates. Im Parlament brachte Coolidge mehrere erfolglose Gesetzesinitiativen ein: ein Gesetzesentwurf, der vorsah nur noch Autos und Motorrädern mit einer Höchstgeschwindigkeit von unter 20 Meilen (rund 32 km/h) zuzulassen, scheiterte bereits im Verkehrsausschuss, eine Vorlage gegen die Monopolbildung im Theatergeschäft wurde auf die nächste Legislatur vertagt und ein Entwurf gegen Preisabsprachen in der Wirtschaft, den Coolidge auf Basis von Beschlüssen im Handelsausschuss ausgearbeitet hatte, passierte zwar das Repräsentantenhaus, scheiterte aber im Senat. In seiner ersten Amtszeit machte er auch die Bekanntschaft mit dem US-Senator Winthrop M. Crane, der bis zu dessen Tod 1920 ein enger Freund und Vertrauter bleiben sollte. Der demokratische Stadtrat Alfred J. Preece forderte Coolidge 1907 heraus und warf ihm vor, sich nicht genug für die Arbeiterklasse einzusetzen. Coolidge verteidigte seinen Sitz mit einer Mehrheit von nur 63 Stimmen. Im Wahlkampf freundete sich Coolidge mit Allen T. Treadway an, der nach seiner Wahl Northampton im Staatssenat vertrat und auch als Präsident dieser Kammer fungieren sollte. Außerdem festigte er seine Beziehung zu John N. Cole, dem Sprecher des Repräsentantenhauses, der ihm nun mehr Vertrauen entgegenbrachte und ihn in seinem zweiten Jahr in zwei wichtige Ausschüsse, den Justiz- und den Bankenausschuss, berief.
Im Justizausschuss arbeitete Coolidge ein neues Anti-Monopol-Gesetz aus, das kurz darauf verabschiedet wurde und Coolidge erstmals größere Aufmerksamkeit in der überregionalen Presse des Bundesstaates brachte. In seinen zwei Jahren im Repräsentantenhaus von Massachusetts galt Coolidge als einer der progressiven Abgeordneten seiner Partei. So stimmte er für verbesserte Lebensbedingungen für die Arbeiter, so für die bessere medizinische Ausstattung der Fabriken, die Sechs-Tage-Woche, und vergünstigte Eisenbahn-Tickets für Arbeiter und deren Kinder. Außerdem stimmte er für das Frauenwahlrecht und die Direktwahl der US-Senatoren – beide Vorhaben scheiterten und wurden erst durch den 17. bzw. den 19. Zusatzartikel der US-Verfassung umgesetzt. 1908 bewarb sich Coolidge nicht erneut um eine Wiederwahl. Mehr als zwei Jahre im Repräsentantenhaus von Massachusetts waren generell ungewöhnlich und Coolidge war aus finanziellen Gründen nach der Geburt seines zweiten Sohnes gezwungen, sich wieder auf seinen eigentlichen Beruf zu konzentrieren. Als die Republikaner dieses Mal bei der Bürgermeisterwahl 1909 lange keinen Kandidaten fanden, erklärte sich Coolidge dennoch bereit selbst anzutreten, nachdem er noch 1908 eine Kandidatur ausgeschlagen hatte. Obwohl durch Korruptionsvorwürfe aus dem Vorjahr geschwächt, konnte Coolidge erneut mit einem sehr persönlich geführten Wahlkampf und dem demonstrativen Verzicht auf persönliche Angriffe gegen seinen Gegenkandidaten viele Irischamerikaner auf seine Seite zu ziehen und eroberte das Amt mit einer Mehrheit von 187 Stimmen zurück. Treadway bot Coolidge 1910 an, zu seinen Gunsten nicht mehr anzutreten, was dieser ablehnte und stattdessen als Bürgermeister wiedergewählt wurde, wobei er seinen Vorsprung auf 256 Stimmen ausbauen konnte. In seiner Zeit als Bürgermeister baute Coolidge die Schulden der Stadt ab und senkte die Steuern, während er gleichzeitig die Straßen verbesserte, die Polizei und die Feuerwehr stärkte und das Gehalt der Lehrer erhöhte. Anfang 1911 zählte der Boston Record Coolidge zu potenziellen republikanischen Kandidaten für das Amt als Secretary of State. Als Treadway seine Kandidatur für den ersten Bezirk von Massachusetts in der Repräsentantenhauswahl 1912 erklärte und dementsprechend auf die Wiederwahl verzichtete, wurde Coolidge an seiner Stelle nominiert. Treadways Senatswahldistrikt umfasste den Süden von Berkshire, den Osten von Hampshire und den Südwesten von Hampden und war stark republikanische geprägt, sodass Coolidge sich des Wahlsiegs von vornherein sicher sein konnte.
Coolidge behielt den Sitz durch drei Wiederwahlen bis 1916. In der Legislaturperiode 1912 war er Vorsitzender des Agrarausschusses, des Ausschusses für Städte und Rechtsfragen und des nichtständigen Ausschusses für die Straßenbahnen im Westen des Bundesstaates. Im Januar dieses Jahres kam es in Massachusetts zu einem landesweit Aufmerksamkeit erregenden Streik in der Textilindustrie, nachdem der General Court die höchste zulässige Wochenarbeitszeit für Minderjährige von 46 auf 44 Stunden gesenkt hatte und die Fabrikbesitzer dementsprechend die Löhne der betroffenen Arbeiter kürzten. Coolidge bezog gegen die Initiatoren zwar in einem privaten Brief Stellung und warf ihnen vor, die Angelegenheit zur Untergrabung der staatlichen Autorität zu instrumentalisieren, aber verhandelte dennoch als Vorsitzender einer entsprechenden Kommission als Kompromiss eine moderate Gehaltserhöhung aus, was den Streik nach zwei Monaten beendete. In der sechsmonatigen Sitzungspause saß Coolidge einem Sonderausschuss vor, der die Lücken im Schienennetz im dünn besiedelten Westen von Massachusetts schließen sollte. Ein in dieser Sache erarbeitetes Gesetz, das es erlaubte in dünn besiedelten Regionen auch über Oberleitungen betriebene Eisenbahnen statt der herkömmlichen Dampflokomotiven zu verwenden, wurde gegen das Veto des demokratischen Gouverneurs Eugene Foss verabschiedet.
Im darauffolgenden Jahr war er Vorsitzender des Eisenbahnausschusses und Mitglied im Geschäftsordnungsausschuss und im Ausschuss für kommunale Finanzen. Auch in Coolidges Senatswahldistrikt war grundsätzlich ein Rotationsprinzip von nur zwei Amtszeiten pro Senator üblich, doch der Senatspräsident Levi H. Greenwood zeigte Interesse an einer Nominierung als Vizegouverneur und Coolidge konnte sich als einer der mächtigsten Senatoren die Hoffnung auf seine Nachfolge machen, weshalb er erneut antrat. Greenwood, ein ultrakonservativer Gegner des Frauenwahlrechts, entschied sich zwar für eine erneute Senatskandidatur, sah sich aber massivem Widerstand der Suffragisten ausgesetzt und verlor überraschend die Wahl. Kurz nach Greenwoods Abwahl ließ sich Coolidge mit Hilfe von Murray W. Crane von den meisten republikanischen Senatoren schriftlich ihre Unterstützung zusichern, um die anderen Kandidaten für die republikanische Nominierung noch vor Beginn ihres eigenen Stimmenfangs zur Aufgabe zu zwingen, und wurde Anfang 1914 mit 31 der 40 Senatorenstimmen gewählt (10 Stimmen mehr als die Republikaner Sitze hatten). In seiner Antrittsrede bekräftigte Coolidge zwar noch progressive Werte wie Gleichstellung in der Wirtschaftspolitik vor dem Gesetz, aber forderte gleichzeitig staatliche Zurückhaltung, Vertrauen, die Menschen sollten auf sich selbst und nicht auf eine Regierung setzen und man müsse vielleicht die Anhäufung von großem Reichtum fördern, um den gesamtgesellschaftlichen Wohlstand zu mehren. In einem privaten Gespräch meinte er, er habe seit seiner ersten Wahl in den General Court seine Ansichten nicht geändert, doch er habe erkannt, dass das Parlament mehr beschließe als es umsetzen könne. Sich selbst bezeichnet er als weder liberal noch konservativ. Tatsächlich waren in den Vorjahren in Massachusetts zahlreiche neue Regularien eingeführt worden, die Verwaltung wurde massiv ausgebaut und die Steuern mussten deshalb erhöht werden. Nach seinem Amtsantritt nahm er David I. Walsh den Amtseid zum Gouverneur ab. Auf dem Parteitag der Republikanischen Partei von Massachusetts in Worcester 1914 saß Coolidge dem Beschlussausschuss vor, der das republikanische Wahlprogramm entwarf und durch den Gesamtparteitag beschließen ließ. In seinen fast zwei Jahren als Senatspräsident nutzte Coolidge seinen Einfluss, sodass signifikant weniger Gesetzesentwürfe verabschiedet wurden.

#### Gouverneur und Vizegouverneur
Im Jahr 1915 lernte Coolidge Frank W. Stearns, einen reichen Bostoner Unternehmer, kennen. Stearns ermutigte Coolidge in den Vorwahlen für das Amt des Vizegouverneurs anzutreten, unterstützte ihn dabei finanziell und fungierte auch als dessen Wahlkampfleiter. Die Position des Vizegouverneurs war vakant geworden, da der Amtsinhaber Grafton D. Cushing in den Vorwahlen für den Gouverneursposten kandidierte. Coolidge wurde mit 59,7 Prozent der Stimmen gegen Guy Andrews Ham nominiert, obwohl er deutlich später seine Kandidatur verkündet hatte. Von Coolidge erhofften sich die Republikaner, er könne die ländliche Bevölkerung im Connecticut Valley ansprechen und seine praktischen Erfahrungen in der Politik des Bundesstaates einbringen und damit den Gouverneurskandidaten Samuel W. McCall ergänzen, der Kongresserfahrung vorzuweisen konnte und sich im Großraum Boston niedergelassen hatte. Bei der Hauptwahl wurde Coolidge mit mehr als 52 Prozent zum Vizegouverneur des Bundesstaates gewählt und legte am 6. Januar 1916 vor McCall den Amtseid ab. 1916 wurde Coolidge mit über 56 Prozent und 1917 mit über 60 Prozent wiedergewählt und hatte somit dieses Amt von 1916 bis 1919 inne. Im Gegensatz zu den anderen Bundesstaaten ist der Vizegouverneur in Massachusetts nicht Präsident des Staatssenats. Dafür ist er kraft seines Amtes Mitglied im Governor’s Council, ein wöchentlich tagendes neunköpfiges Gremium, das bei der Besetzung verschiedener Ämter, Begnadigungen, Strafmilderungen, der Ausgabe von Staatsanleihen und dem Straßenbau die Entscheidungen des Gouverneurs absegnen muss. Innerhalb des Governor’s Council sitzt er außerdem drei Ausschüssen vor (Begnadigungen, Wohltätigkeitsorganisationen und Gefängnisse; Finanzen, Buchhaltung und Anleihen; Nominierungen). McCall war bei Amtsantritt bereits 65 Jahre alt, sodass Coolidge an Stelle des Gouverneurs Inspektionsreisen durch den ganzen Bundesstaat unternahm und an dessen Stellen bei zahlreichen Veranstaltungen redete. Ansonsten hielt sich Coolidge im Hintergrund und steckte eigene Interessen vor denen des Gouverneurs zurück. Ralph W. Hemenway machte er zum Partner in seiner Kanzlei, da er sich dieser nun nicht mehr widmen konnte. Im Februar 1916 reiste McCall nach New York und Coolidge übernahm während der Abwesenheit des Gouverneurs für einige Tage dessen Amtspflichten. Im Sommer dieses Jahres übernahm Coolidge den Vorsitz eines Ausschusses, der die Fahrpreise der Boston Elevated Railway anpassen sollte. Das Gremium empfahl die dauerhafte Aufstellung eines Aufsichtsrates.
Nachdem McCall 1918 auf eine weitere Amtszeit verzichtete, um in den Vorwahlen für den Senat zu kandidieren, wurde Coolidge ohne nennenswerte Gegenkandidatur selbst als Gouverneurskandidat nominiert und gewann die Wahl mit fast 51 Prozent der Stimmen. Als Gouverneur von Massachusetts brach Coolidge den Streik der Polizei von Boston im Jahr 1919. „Es gibt für niemanden, nirgendwo, niemals ein Recht auf Streik gegen die öffentliche Sicherheit“, war Teil seines in der Presse weit publizierten Telegramms an einen Gewerkschaftsführer der Polizei. Alle streikenden Polizisten wurden entlassen. Coolidges entschlossene Haltung brachte ihm den Ruf eines Verfechters von Recht und Ordnung ein und machte ihn bundesweit bekannt. Seine Wiederwahl sicherte sich Coolidge im darauffolgenden November mit fast 61 Prozent der Stimmen und erreichte somit das beste republikanische Ergebnis in einer Gouverneurswahl in Massachusetts seit 1897.

#### Vizepräsident
Auf der Republican National Convention im Juni 1920 in Chicago wurde Coolidge in Abwesenheit zum Running Mate von Warren G. Harding für die anstehende Präsidentschaftswahl nominiert. Den Amtseid als Vizepräsident legte er am 4. März 1921 ab. Er übte während seiner fast zweieinhalbjährigen Vizepräsidentschaft nur geringen Einfluss auf die Regierungspolitik aus.

### Präsidentschaft

#### Amtsübernahme, Kabinett und Wiederwahl 1924

Coolidge wird durch seinen Vater zum Präsidenten vereidigt

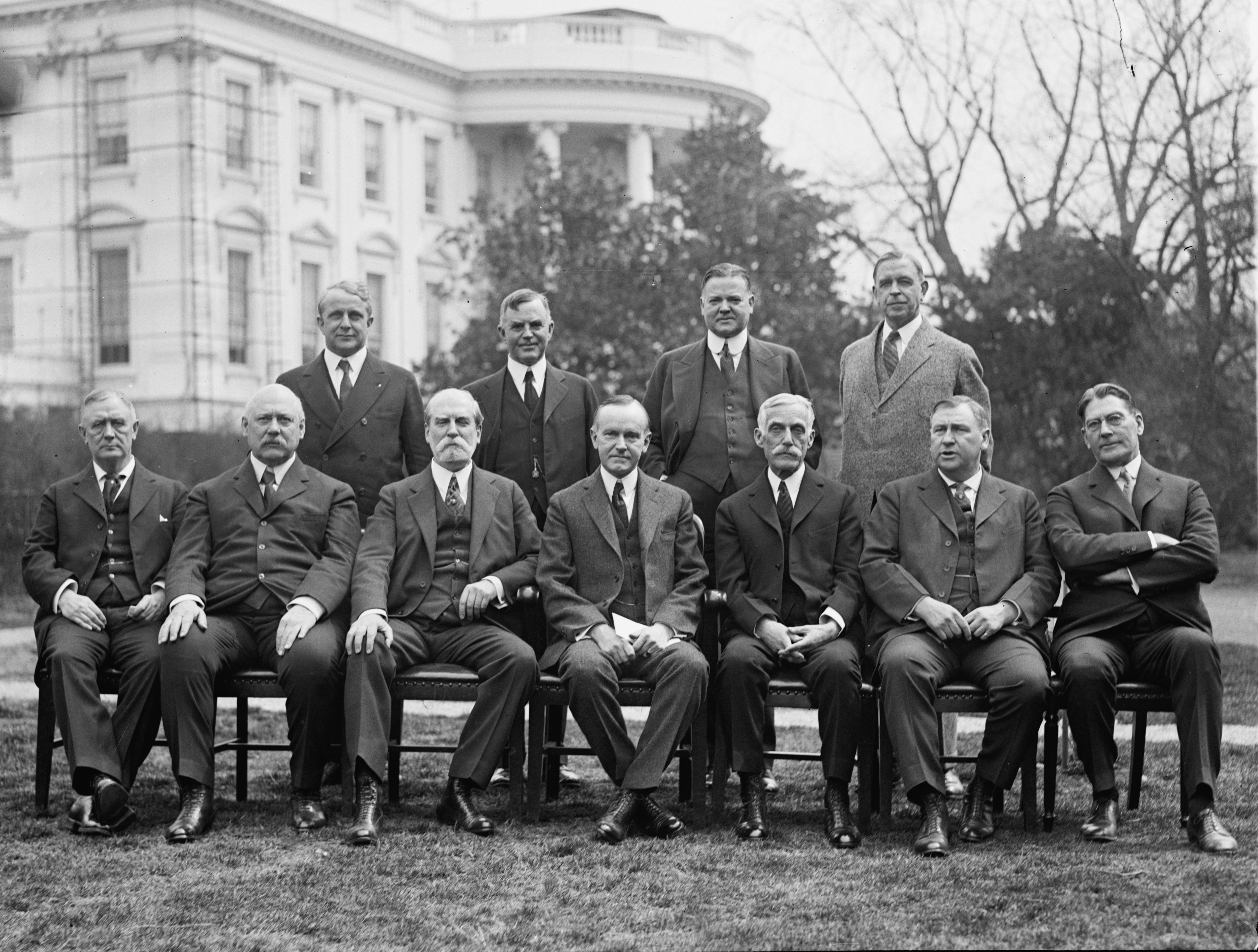
Coolidge mit seinem Kabinett (1924)

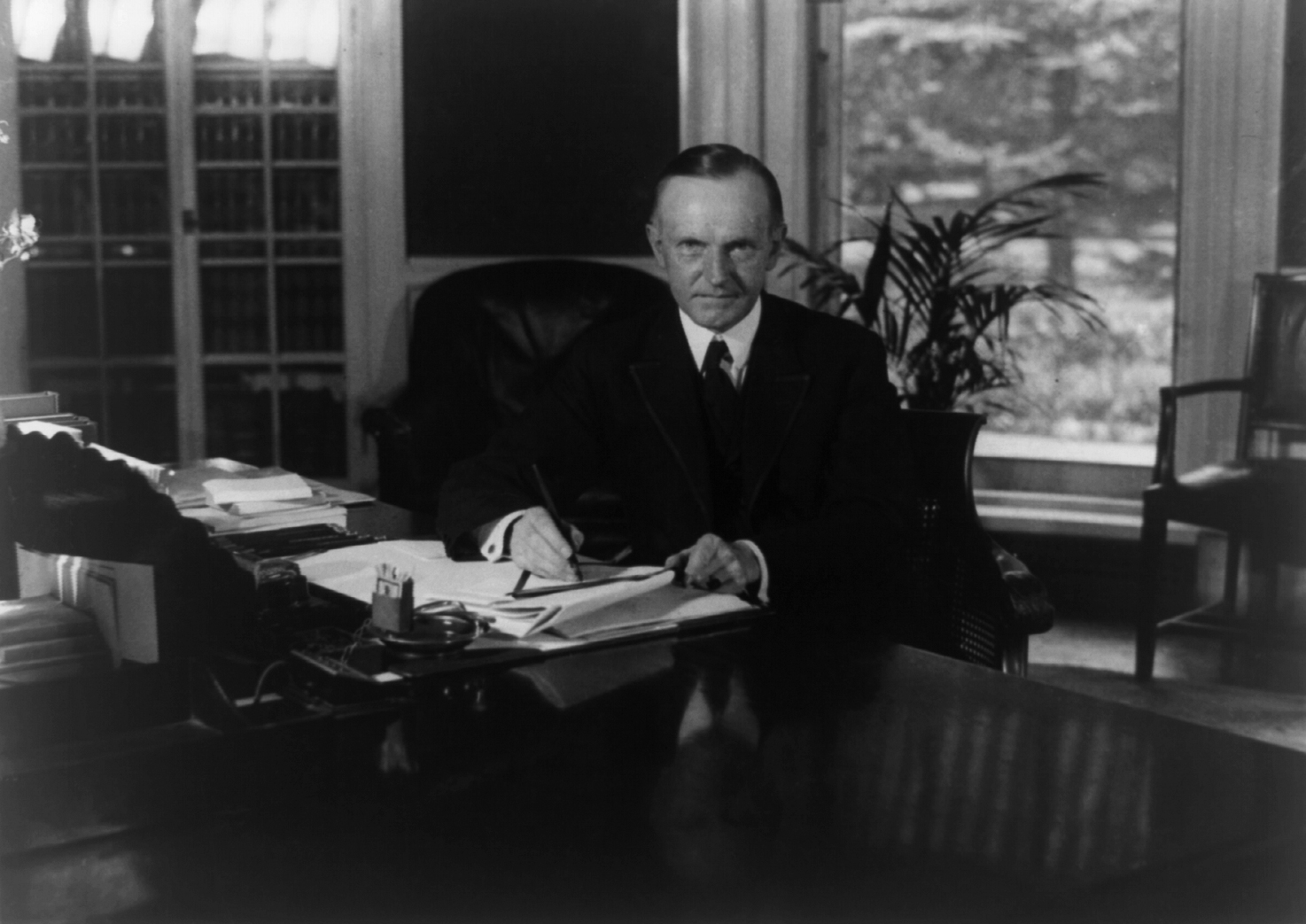
Coolidge an seinem Schreibtisch im Weißen Haus, 1923

Coolidge ist der bisher einzige Präsident, der von seinem Vater vereidigt wurde. Außerdem wurde er als bisher einziger Präsident am Independence Day geboren. Als Präsident Harding, unter dem Coolidge Vizepräsident gewesen war, am 2. August 1923 plötzlich starb, verbrachte Coolidge gerade seinen Sommerurlaub in seinem Heimatort Plymouth Notch bei seinem Vater. Dieser vereidigte ihn, da er Friedensrichter und Notar war. Nach der Vereidigung erhob der Justizminister Harry Daugherty Zweifel, ob ein Richter auf Bundesstaatsebene überhaupt einen Präsidenten vereidigen könne, woraufhin die Zeremonie zwei Wochen später durch einen Bundesrichter in Washington D.C. wiederholt wurde.
Ferner war Coolidge bei seiner Wiederwahl 1925 der bisher einzige Präsident, der von einem Vorgänger vereidigt wurde. Im Regelfall vereidigt der Chief Justice den Präsidenten; bei Coolidges Wiederwahl bekleidete der ehemalige Präsident William Howard Taft dieses Amt.
Coolidge übernahm in sein Kabinett die meisten von Hardings Ministern, drei von ihnen blieben während seiner gesamten Präsidentschaft im Amt. Coolidge übernahm von Harding auch Judson C. Welliver als Redenschreiber (Literary Clerk). Als Privatsekretär ernannte er aufgrund dessen Verbindungen zum Kongress und zur Parteiführung C. Bascom Slemp. Wegen Differenzen mit dem Präsidenten trat Slemp 1925 zurück und wurde durch Everett Sanders ersetzt. Coolidges wichtigste Berater waren Frank W. Stearns und William M. Butler, den er 1924 als Vorsitzender des Republican National Committee einzusetzen konnte. Ansonsten war Coolidge der Meinung, der Präsident müsse seine Entscheidungen alleine fällen, und verbrachte viele Stunden damit, alleine nachzudenken. Die meisten politischen Entscheidungen delegierte er an seine Minister. Gerade Handelsminister Herbert Hoover, der Gesetzesinitiativen einbrachte, die eigentlich Coolidges Laissez-faire-Standpunkt widersprachen, ließ der Präsident große Entscheidungsfreiheit. Die Ausnahme bildete die Finanzpolitik, der sich Coolidge persönlich annahm und eng mit Finanzminister Andrew Mellon zusammenarbeitete.
Coolidge stieg schnell zu einem beliebten Präsidenten auf. Nicht geringen Anteil daran hatten die landesweiten Hörfunk-Ansprachen, die er als erster hielt. Sie brachten den Präsidenten der Bevölkerung akustisch und emotional näher. Coolidge hielt auch zweimal wöchentlich Pressekonferenzen ab. Obwohl dies auch schon Harding und teilweise Woodrow Wilson getan hatten, wurde es erst durch Coolidge gang und gäbe, dass sich der Präsident regelmäßig vor der Presse verantworten muss. Das daraus entstehende gute Verhältnis zur Tagespresse resultierte in einer überaus wohlgesinnten Berichterstattung. Coolidge ließ sich oft fotografieren und inszenierte in auf der Familienfarm in Plymouth Notch gedrehten Stummfilmen seine ländlichen Wurzeln. Er war auch einer der ersten Amerikaner, der in einem Tonfilm zu sehen war. Coolidges Politikstil war betont ruhig und geprägt durch die Ablehnung jeglichen Aktionismus, damit ein Gegenpol zur wirtschaftlichen Überhitzung jener Jahre. Coolidges Verhältnis zum Kongress war von Vetos und sogenannten Pocket-Vetos gekennzeichnet, d. h., Coolidge weigerte sich oftmals, Gesetze, die vom Kongress erlassen wurden, in der Sommerpause zu unterzeichnen. Generell waren die Konflikte mit dem Kongress dadurch gekennzeichnet, dass dieser die Staatsausgaben erhöhen und Coolidge sie verringern wollte.
Für seine eigene Wahlkampagne im Jahre 1924 bediente er sich modernster Kommunikationsstrategien wie der Filmgesellschaft MGM, des Einsatzes von Stars wie zum Beispiel Al Jolson und eines eigens komponierten Schlagers Keep Cool and Keep Coolidge. Er wurde bei der Präsidentschaftswahl am 4. November 1924 mit klarer Mehrheit bestätigt: 54 Prozent der Wähler sprachen sich für ihn aus. John W. Davis, der Kandidat der Demokraten, erreichte nur 28,8 Prozent, auf den Bewerber der Progressive Party, Robert Marion La Follette Sr., entfielen 16,6 Prozent. Coolidge erzielte in 35 Bundesstaaten die Mehrheit und sicherte sich damit 382 von 531 Stimmen im Electoral College. Seine volle Amtsperiode als Präsident begann er mit der zweiten Vereidigung am 4. März 1925. Sein Vizepräsident während dieser Amtsperiode war Charles Gates Dawes.
Coolidge hat bis heute den Ruf, ein gemächlicher bis fauler Präsident gewesen zu sein. Ike Hoover, der langjährige oberste Haushälter des Weißen Hauses, meinte, Coolidge hätte weniger gearbeitet als die anderen Präsidenten, die er kannte. Coolidge begann seinen Tag mit einem Morgenspaziergang und dem Frühstück meistens mit seiner Frau. Ab 9 Uhr begann er, Gäste im Weißen Haus zu empfangen und Treffen abzuhalten. Gegen Mittag und am frühen Nachmittag nahm er sich als letzter Präsident regelmäßig Zeit, gewöhnliche Besucher persönlich im Weißen Haus zu empfangen, und machte einen Mittagsschlaf. Während Coolidge selbst von einer Stunde Mittagsschlaf täglich sprach, nannte Ike Hoover zwei bis fünf Stunden. Den Rest des Nachmittags verbrachte Coolidge in seinem Arbeitszimmer. Wenn er die Zeit dazu fand, trainierte er an einem mechanischen Pferd. Danach aß er mit seiner Frau zu Abend, wobei er auch oft Frank Stearns und dessen Ehefrau einlud. Coolidge selbst behauptete, nach dem Abendessen habe er noch bis 10 Uhr Reden geschrieben und Briefe verfasst. Edmund William Starling, der Leiter der Abteilung des Secret Service für das Weiße Haus, behauptete, Coolidge habe ihm einst erzählt, er arbeite nicht nachts. Auch lässt sich nachweisen, dass Coolidge nicht wenige Stunden mit einer Zigarre in einem Schaukelstuhl im Säulengang des Weißen Hauses verbracht hatte. Coolidge wurde öffentlich dafür bekannt, früh ins Bett zu gehen.
Charles B. Warren wurde 1925 von Coolidge für den Posten des Finanzministers vorgeschlagen. Der Senat lehnte die Nominierung mit 39 zu 41 Stimmen ab. Die Senatoren hatten Bedenken, dass Warren aufgrund seiner Verbindung zur Industrie in der Lage wäre, die Anti-Monopol-Gesetzgebung durchzusetzen. Es war das erste Mal seit 1868, das eine Nominierung formal abgelehnt wurde, und sollte erst 1959 wieder vorkommen.
Coolidge empfing 1924 die Washington Senators auf der The Ellipse, nachdem diese die American League gewonnen hatten. Damit begründete er die Tradition, die Meister der vier großen Sportligen der USA (MLB, NBA, NFL, NHL) ins Weiße Haus einzuladen.

#### Aufarbeitung der Korruptionsskandale der Ohio Gang

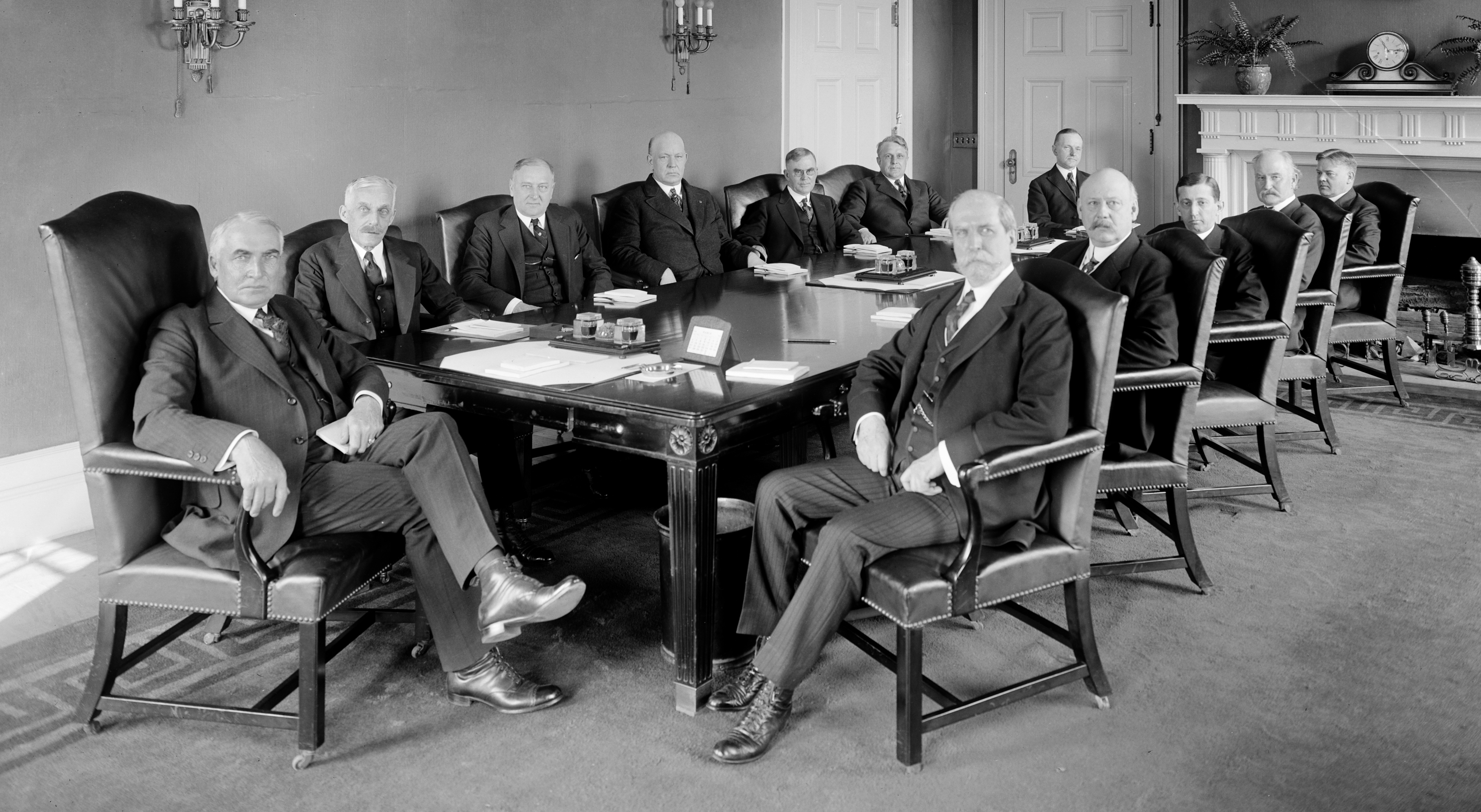
Das Kabinett Harding 1921 mit Daugherty (3. v. l.), Denby (4. v. l.) und Fall (2. v. r.)

Harding half während seiner Amtszeit einigen zwielichtigen früheren Unterstützern (der sogenannten Ohio Gang), die sich über Korruption zu bereichern versuchten. Im Herbst 1923 nahm der Senat eine Untersuchung unter Vorsitz des Demokraten Thomas J. Walsh auf. Konkret ging es vor allem um den sogenannten Teapot-Dome-Skandal. Der ehemalige Innenminister Albert B. Fall hatte zwei Ölfelder, die eigentlich als Ölreserve der Marine dienten, ohne öffentliche Ausschreibung und gegen hohe Bestechungsgelder an Sinclair Oil verpachtet. Coolidge verhielt sich passiv mit Verweis darauf, er persönlich wolle in Strafsachen nicht über Recht und Unrecht urteilen müssen. Stattdessen setzte er den demokratischen Senator Atlee Pomerene und den republikanischen Anwalt Owen Roberts als Sonderermittler ein. Der Untersuchungsausschuss des Senats forderte den Präsidenten Ende Januar 1924 offiziell zur Entlassung von Marineminister Edwin Denby auf, da dieser die Verwaltung der Ölfelder an das Innenministerium übertragen hatte. Coolidge nahm Denby weiterhin in Schutz, sodass dieser am 10. März von selbst zurücktrat. Außerdem fand sich die Justizminister Harry M. Daugherty im öffentlichen Kreuzfeuer wieder, da nicht nur seinem engsten Vertrauten Jess Smith massive Bestechlichkeit vorgeworfen wurde und dieser sich darauf selbst erschoss, sondern auch Daugherty selbst vorgeworfen wurde, die Ermittlungen zum Teapot-Dome-Skandal behindert zu haben (siehe auch Daugherty-Burns-Skandal). Dieses Mal stellte sich Coolidge gegen seinen Minister und forderte diesen schließlich am 27. März zum Rücktritt auf, der einen Tag später erfolgte. Der Direktor des Bureau of Investigation, des Vorgängers des FBI, William J. Burns, trat nach Aufforderung des neuen Justizministers Harlan Fiske Stone am 9. Mai 1924 zurück. Ihm war vorgeworfen worden, Daugherty bei der Vertuschung geholfen zu haben. Als Nachfolger berief Coolidge den bisherigen stellvertretenden Direktor J. Edgar Hoover, der das BIO und später das FBI über Jahrzehnte bis zu seinem Tod 1972 leiten sollte. Der Senatsausschuss fand keine Hinweise auf eine mögliche Verwicklung von Coolidge in die Skandale und auch sein anfängliches Zögern im Umgang mit den Vorwürfen schadete Coolidge nicht nachhaltig.

#### Wirtschafts- und Finanzpolitik

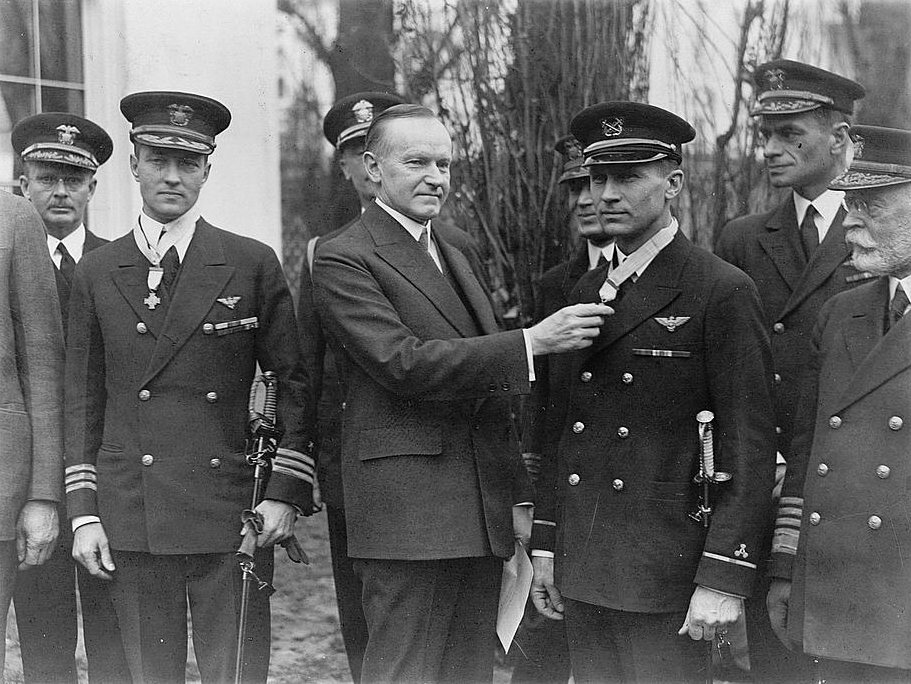
Coolidge verleiht Orden an Angehörige der Streitkräfte (1927)

Offizielles Porträt von Calvin Coolidge im Weißen Haus aus dem Jahr 1932

Rasch erwarb er sich einen Ruf als Konservativer, der eine kleine Regierung bevorzugte. In seiner Amtszeit zeigte die Wirtschaft enormes Wachstum, gab es jedes Jahr einen Haushaltsüberschuss, wurden Steuern deutlich gesenkt und die Ausgaben der Bundesregierung schrumpften relativ zu den Bundesstaatsregierungen und dem wachsenden privaten Sektor. Auch die Arbeitslosigkeit sank. Coolidge stellte das Vertrauen der Öffentlichkeit in das Weiße Haus nach den Skandalen der Regierung seines Vorgängers wieder her. Bei seiner Antrittsrede 1924 bestärkte Coolidge Hardings Aussage „keine neuen Experimente“ mit der Feststellung, dass, „wenn wir neue Strukturen errichten wollen, wir erst ein bestimmtes Wissen über die alten Fundamente haben müssen“. Jedoch setzte er die Schutzzollpolitik fort.
Den USA gelang es unter Coolidge, die während des Ersten Weltkriegs angehäuften Staatsschulden deutlich zu verringern. Coolidge sah durch seine Erfahrungen mit Problemen, welche die starke Regulierung der Eisenbahnen und der Autobahnen hervorgerufen hatte, die Regulierung der Wirtschaft als negativ an und versuchte, ihr als Präsident so weit wie möglich freien Lauf zu lassen. So wuchsen die um sich greifende Börsenspekulation und die Kreditblase, die letztendlich die Weltwirtschaftskrise auslösten, unter Coolidge weiter an. Während die Kredite für Konsumzwecke im Jahr 1919 noch 100 Millionen US-Dollar (nach heutiger Kaufkraft 1.810 Millionen Dollar) betragen hatten, stieg dieser Betrag bis 1929 auf über sieben Milliarden Dollar. Coolidge wurde so zum „Inbegriff konservativer Laissez-faire-Politik zugunsten eines freien Unternehmertums, dessen natürliches Regulativ die freie Konkurrenz auf dem Marktplatz war“. Kennzeichnend ist seine Äußerung von 1925: „The business of America is business.“ John Kenneth Galbraith urteilte in seinem Buch Crash über Coolidges Rolle bei der Vorbereitung der Weltwirtschaftskrise: „President Coolidge neither knew nor cared what was going on.“ („Weder wusste Präsident Coolidge, was vor sich ging, noch interessierte es ihn.“) Auf die Initiative von Handelsminister Herbert Hoover hin unterzeichnete dieser Gesetze zur Kontrolle des Radios, der Luftfahrt und zum Bau des Hoover-Staudamms, obwohl diese Gesetzesvorhaben Coolidges Laissez-faire-Standpunkt widersprachen.
Coolidge setzte sich gemeinsam mit seinem Finanzminister Andrew Mellon dafür ein, die während des Weltkrieges massiv gestiegenen Einkommensteuersätze wieder zu senken. Coolidge und Mellon machten die hohen Sätze für Steuerflucht verantwortlich und glaubten an das Konzept der Trickle-down-economy, also dass die Reichen über niedrige Spitzensteuersätze gespartes Geld in ihre Unternehmen investieren oder damit konsumieren und so das Wirtschaftswachstum antreiben. Coolidge sagte hierzu im Februar 1924: „Wenn wir eine Steuer hätten, die am ersten Wochentag 5 % ihres Lohns einzieht, am zweiten Wochentag 10 % und so weiter. Wie viele von Ihnen würden dann noch am letzten Tag der Woche arbeiten gehen?“ Mellon hatte bereits 1921 unter Präsident Harding durchgesetzt, dass der Spitzensteuersatz von 73 % auf 58 % gesenkt wurde, während die Unternehmenssteuer von 10 % auf 12,5 % anstieg. Unter Coolidge wurden drei weitere solcher Steuergesetze (Revenue of 1924, Revenue Act of 1926, Revenue Act of 1928) verabschiedet. 1924 sank der Spitzensatz so auf 46 % und 1926 auf final 25 %, während der Unternehmenssteuersatz auf 13,5 % stieg. Der Revenue Act of 1928 senkte die Unternehmenssteuer wieder auf 12 %. Die moderate Erhöhung der Unternehmenssteuer stand aber in keinem Verhältnis zur massiven Senkung der Einkommensteuersätze. Von den Steuerreformen profitierte aber auch die Mittelklasse. Der Revenue Act of 1924 senkte die Einkommensteuersätze für alle Einkommensklassen stark und der Revenue Act of 1926 erhöhte die Freibeträge für Ehepaare, sodass am Ende von Coolidges Präsidentschaft unter den 115 Millionen Amerikanern nur noch 2,5 Millionen Einkommensteuerpflichtige waren. Die Steuerpolitik des Bundes kompensierte somit die Mehrbelastung durch die Bundesstaaten und Kommunen, die vielerorts die Verkaufssteuer, Mineralölsteuer und Grundsteuer erhöhten.

#### Farmpolitik
Nach dem Ersten Weltkrieg waren die Getreidepreise stark gesunken, während die Steuern, Metallpreise und die Frachtraten gestiegen waren, was den Produktionspreis erhöhte. Besonders die Farmer im Nordwesten und Südwesten, die vor allem Getreide anbauten, waren betroffen. Als Sohn eines Bauern verstand Coolidge die wirtschaftlichen Anliegen von Farmern, zweifelte jedoch daran, dass die Regierung jemals die Tatsache ändern könne, dass die Landwirtschaft nicht viel Geld einbringe. Er vertrat die Ansicht, dass – so wie auch er selbst seine Karriere in der Stadt gemacht hatte – dies auch für viele Farmer die beste Option sei. So verweigerte er die Unterzeichnung der jahrelang vorbereiteten McNary–Haugen Farm Relief Bill vom 4. Mai 1928 zur Unterstützung für Hunderttausende bankrotte Farmer insgesamt viermal, weil er steigende Agrarpreise befürchtete – allerdings mit dem zweifelhaften Argument, sie könnten durch staatliche Garantien noch weiter sinken. In dieser Ablehnung wurde er von der Lobby der industrialisierten Bundesstaaten unterstützt.

#### Innenpolitik

##### Einwanderungsrecht
Der Präsident unterstützte eine Eingrenzung der Immigration. Er forderte, dass die Vereinigten Staaten in der Lage sein müssten, Immigranten aufzunehmen, und dass sich die Immigranten in ihr neues Land einfügen. Coolidge war jedoch in der Lage, während seiner gesamten Karriere politische Unterstützung von einigen Immigrantengruppen (z. B. die Iren in Boston) zu gewinnen. Coolidge drückte in einer Rede Opposition zur Rassendiskriminierung aus. Den Ku-Klux-Klan kritisierte er nur selten öffentlich – vor allem früh in seiner Amtszeit. Die bei den Anhängern des Klans verbreiteten Vorbehalte gegenüber irischen Einwanderern und Katholiken ganz allgemein teilte er nicht. Jedoch wurde die Einwanderungsgesetzgebung mit dem Immigration Act of 1924 unter Coolidge durch niedrigere Quoten verschärft, was eine der Hauptforderungen des Ku-Klux-Klans war. Ost- und Südeuropäer wurden weiter gezielt benachteiligt, Japanern wurde die Einwanderung ganz untersagt. Der Präsident schrieb einen deutlichen Brief an den Kongress, in dem er das Verbot der Einwanderung aus Japan heftig kritisierte. Japan kontrolliere bereits die Auswanderung seiner Staatsbürger und der Kongress habe „völlig ohne Anlass und Nutzen die Beziehungen mit Japan verschlechtert“. Außerdem wurde durch den Immigration Act of 1924 die noch heute bestehende US Border Patrol geschaffen.

##### Indian Citizenship Act

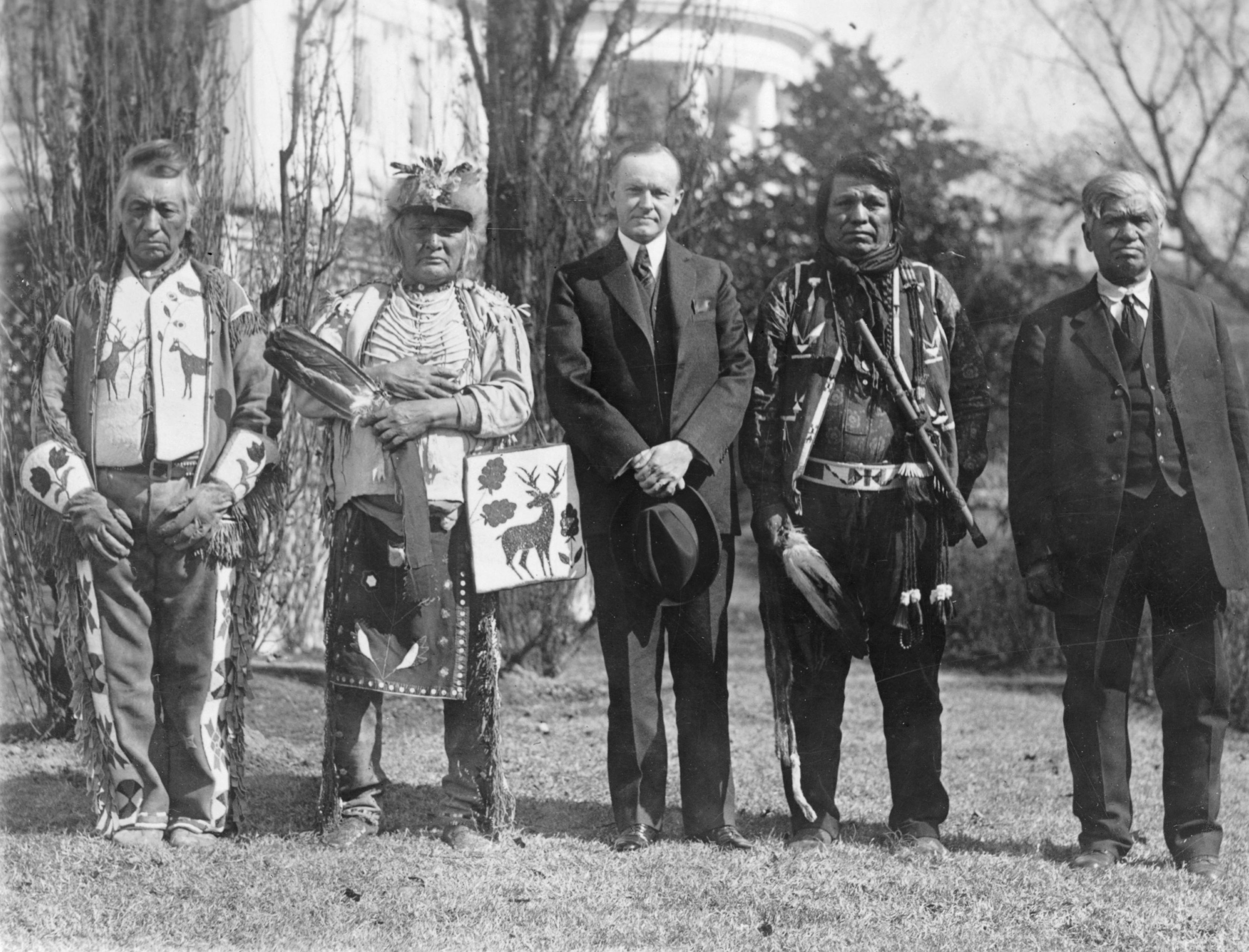
Coolidge mit vier Osage-Indianern (1924)

Coolidge gewährte den amerikanischen Indianern 1924 durch seine Unterzeichnung des Indian Citizenship Act die Staatsbürgerschaft. Er setzte sich auch für die Verabschiedung von Anti-Lynch-Gesetzen ein. Diese wurden jedoch durch demokratische Abgeordnete aus den Südstaaten blockiert. Sein Krisenmanagement während der Mississippiflut 1927 wurde kritisiert. Aus Gründen der strikten Trennung von Bundes- und Bundesstaatsregierung besuchte der Präsident die Unglücksregionen nicht, er arbeitete jedoch daran, privates Spendengeld einzutreiben.

##### Radio Act of 1927
Als immer mehr Radiosender in den 1920er Jahren entstanden, begann das Handelsministerium, an jeden Sender Sendefrequenzen zu verteilen. Als rechtliche Grundlage für diese Markteingriffe war der Radio Act of 1912 herangezogen worden, welcher jedoch entstanden war, bevor das Radio zu einem Massenmedium wurde. Somit urteilte ein Bundesgericht im Jahr 1926, dass der Radio Act of 1912 es dem Handelsministerium nicht gestatte, Lizenzen zu verteilen oder bestimmte Frequenzen zu vergeben. In der Folgezeit konnten die Sendefrequenzen nicht mehr staatlich reguliert werden, sodass es immer häufiger zu störenden Interferenzen kam. Daraufhin verabschiedete der Kongress den Radio Act of 1927, der im Februar 1927 von Coolidge unterzeichnet wurde. Dieses Gesetz erklärte die Radiowellen zum öffentlichen Eigentum. Außerdem wurde die fünfköpfige Federal Radio Commission unter Aufsicht des Handelsministeriums gegründet, um Lizenzen auszugeben und den Radiosendern ihre jeweilige Frequenz zuzuteilen.

#### Außenpolitik

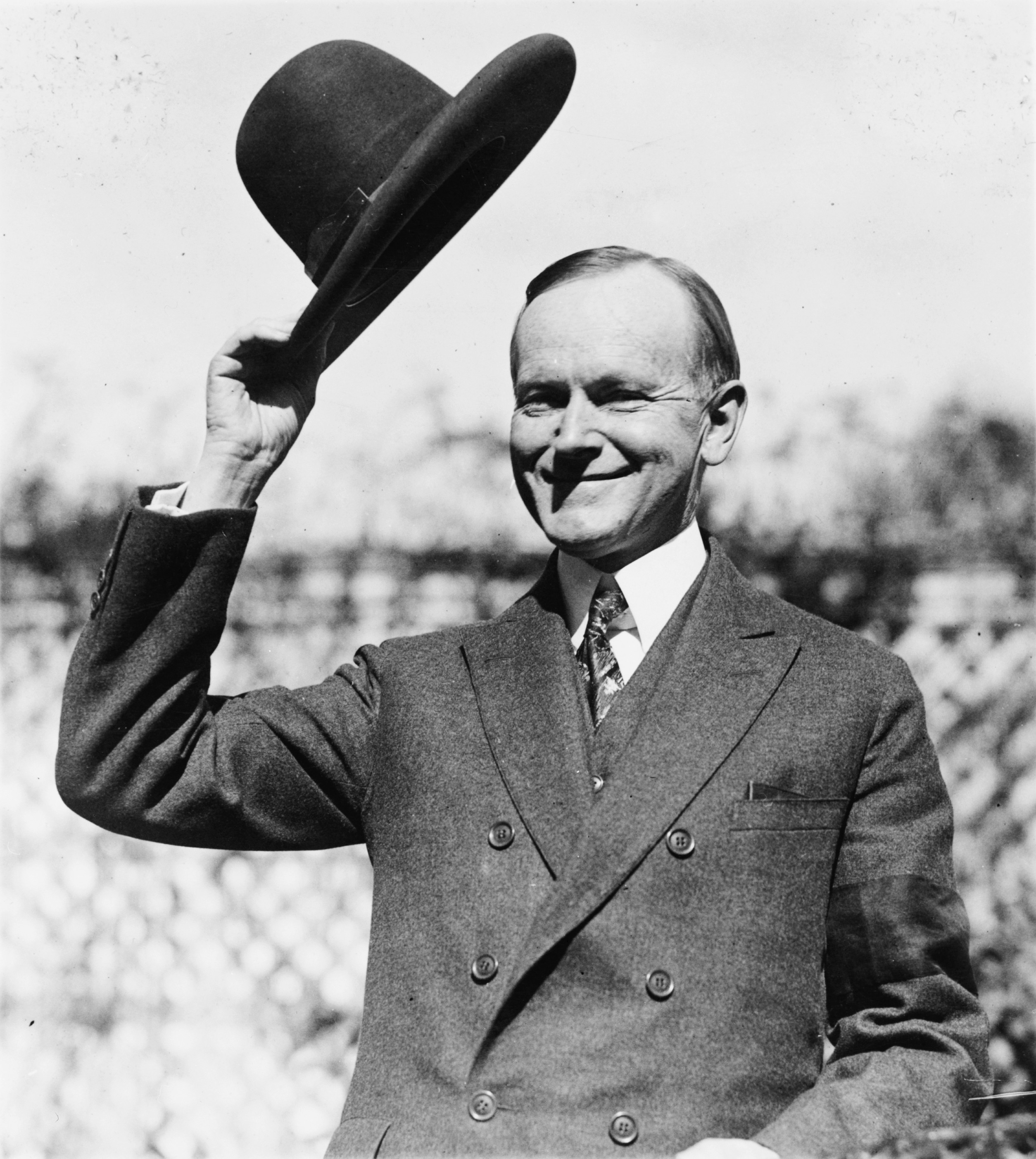
Calvin Coolidge im Garten des Weißen Hauses, 1924

Coolidge setzte in der Außenpolitik auf die Erhaltung der wirtschaftlichen und finanziellen Vorrangstellung des Landes. Mit dem Dawes-Plan gelang Coolidge und seinem Außenminister Charles Evans Hughes 1924 eine Neuregelung der deutschen Kriegsschulden. 1926 ließ er während der Guerra Constitucionalista amerikanische Marineinfanterie in Nicaragua intervenieren. Diese zweite Militärintervention in Nicaragua sollte bis 1933 andauern. Auch die Besetzung Haitis wurde unter seiner Ägide fortgesetzt, während die Besetzung der Dominikanischen Republik beendet wurde. Unter Coolidge stiegen die Direktinvestitionen in Südamerika weiter an und erhöhten die wirtschaftliche Abhängigkeit dieser Region von den Vereinigten Staaten.
1927 berief Coolidge nach dem Vorbild der Washingtoner Flottenkonferenz von 1922 eine erneute Konferenz über maritime Abrüstung in Genf ein. Von den fünf großen Seemächten lehnten Frankreich und Italien ihre Teilnahme ab, sodass nur die USA, Großbritannien und Japan darüber verhandelten. Der Vorschlag der USA war, das Tonnageverhältnis von 5:5:3:1,67:1,67 zwischen den Großkampfschiffen der USA, Großbritannien, Japan, Frankreich und Italien auch auf Schwere Kreuzer auszuweiten. Großbritannien sollte somit zahlreiche weitere Schwere Kreuzer bauen, um die eigenen Kolonien zu schützen. Die USA wären im Rahmen des Tonnageverhältnis gezwungen gewesen, ebenso viele Kreuzer zu bauen, was die Regierung Coolidge ablehnte. Letztendlich zeigte sich auch Großbritannien unnachgiebig und die Konferenz wurde ohne Abkommen abgebrochen.
1928 unterzeichnete Außenminister Frank Billings Kellogg den Briand-Kellogg-Pakt, einen Kriegsächtungspakt. An der Wirksamkeit dieses Vertrags hatte der Präsident selber Zweifel und maß ihm vor allem symbolische Bedeutung zu. Trotzdem erhielt mit Kellogg der zweite Angehörige seiner Regierung den Friedensnobelpreis, nachdem ihn zuvor Charles Gates Dawes erhalten hatte.
Während Coolidges Amtszeit wurde das faschistische Italien mit Hilfe des Bankhauses J. P. Morgan offen finanziell unterstützt; es erhielt Kredite in Höhe von mehreren Hundert Millionen Dollar.

#### Ende der Präsidentschaft
Für Öffentlichkeit und Politiker überraschend verkündete Coolidge bereits im August 1927, bei der Wahl von 1928 trotz erheblicher Popularität und guter Chancen auf eine erneute Wiederwahl nicht mehr antreten zu wollen. Der amtsmüde Präsident begründete seine Entscheidung damit, dass „der regelmäßige Wechsel im Amt des Präsidenten die beste Chance für einen ehrlichen öffentlichen Dienst ist“. Doch der wirkliche Grund war vielmehr privater Natur: Bereits im Sommer 1924 war sein 16-jähriger Sohn Calvin Coolidge junior an einer Blutvergiftung gestorben, die er sich beim Tennisspielen im Rose Garden des Weißen Hauses zugezogen hatte. In seiner zweiten Amtszeit trat der ohnehin eher schüchterne und zurückhaltende Coolidge durch zunehmende Depressionen noch seltener in der Öffentlichkeit auf und schied turnusgemäß am 4. März 1929 aus dem Amt.

#### Berufungen an den Supreme Court
Als Präsident berief Coolidge in den fünfeinhalb Jahren seiner Regierungszeit einen der insgesamt neun Richter an den Obersten Gerichtshof der USA, nämlich 1925 Harlan Fiske Stone. Stone wurde 1941 von Präsident Franklin D. Roosevelt auch zum Vorsitzenden Richter ernannt. Weitere Berufungen erfolgten an niedrigere Bundesgerichte. So ernannte er mit Genevieve R. Cline 1928 die erste Frau zu einer Bundesrichterin.

### Spätere Jahre und Tod

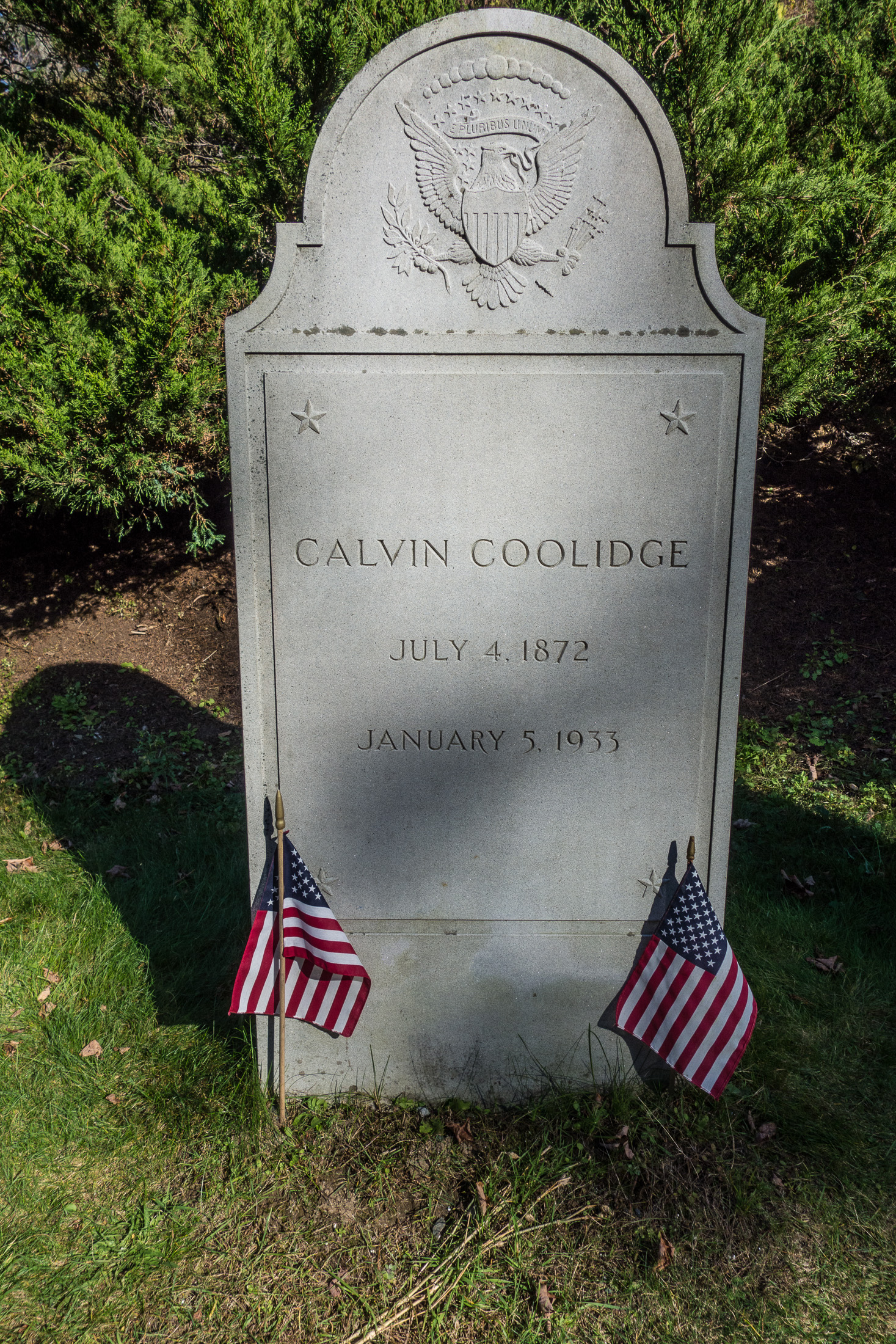
Coolidges Grab in Plymouth, Vermont

Obwohl Coolidge seinen Nachfolger Herbert Hoover, der unter ihm Handelsminister war, als Parteigenossen öffentlich gegen die Demokraten unterstützte, mochte er ihn privat nicht und bezeichnete ihn als „Wonder Boy“. Coolidge war besorgt über Hoovers Politik, die Staatsausgaben zu erhöhen und Schulden zu machen. Er befürchtete, dass dies letztendlich zu Problemen führen könnte, weil im Falle einer Krise keine Mittel zu deren Bekämpfung zur Verfügung stünden.
Coolidge veröffentlichte 1929 seine Biographie. Er verstarb unerwartet am 5. Januar 1933 in seinem Haus in Northampton in Massachusetts an einem Herzinfarkt im Alter von 60 Jahren. Vor seinem Tod bedauerte er die Wahlniederlage seines Nachfolgers im November zuvor. Hoover hatte die Präsidentschaftswahl gegen Franklin D. Roosevelt deutlich verloren. Nach seinem Tod war bis zum Ausscheiden Hoovers aus dem Amt am 4. März 1933 kurzzeitig kein Ex-Präsident mehr am Leben, was anschließend erst wieder von 1973 bis 1974 vorkam.
Nach einer Anekdote aus Coolidges Leben ist der Coolidge-Effekt der Sexualwissenschaft benannt. Die Stadt Coolidge in Arizona ist nach ihm benannt, ebenso wie der Coolidge Dam in diesem Bundesstaat, der 1930 von Coolidge selbst eingeweiht wurde.

## Nachleben
Für Steven F. Hayward wie für viele andere konservative Republikaner ist Coolidge „the last serious and self-conscious anti-Progressive Republican president until Reagan came along“ („der letzte ernste und selbstbeherrschte, anti-progressiv-republikanische Präsident, bis Reagan auftauchte“). Auch Ronald Reagan selbst, der während Coolidges Amtszeit ein Jugendlicher war, und wie dieser eine libertäre Politik verfolgte, bewunderte seinen Amtsvorgänger öffentlich und ließ dessen Porträt auch im Cabinet Room des Weißen Hauses aufhängen. Die New York Times schrieb über Coolidge rückblickend: „Excusing Calvin Coolidge from some share of the blame for the Great Depression is somewhat like denying Louis XV any responsibility for the French Revolution; in both cases, the apocryphal apres moi le deluge is apt.“ („Calvin Coolidge von jeglicher Teilschuld an der Great Depression freizusprechen, ist, wie Ludwig XV. jeden Verantwortung für die Französische Revolution abzusprechen; in beiden Fällen ist ein zweifelhaftes nach mir die Sintflut zutreffend“).
Eine hohe Bedeutung für Coolidge hatte auch dessen Religiosität. David Greenberg schrieb über ihn, er habe sich zwar nie wirklich mit Theologie beschäftigt, glaubte aber dennoch aufrichtig an die protestantischen Werte, nach denen er erzogen worden war, wie Sittlichkeit, Bescheidenheit, die Notwendigkeit von Sparsamkeit und harter Arbeit. Coolidge las wenig und war kein intellektueller Mensch. Seine wichtigsten politischen Ziele – niedrige Steuern, niedrige Staatsaufgaben und wirtschaftliche Deregulation – leitete er deshalb von den Werten ab, die er von Kind auf gelernt hatte. Coolidge war nach Greenberg ein liberaler Protestant, der mehr mit der Social-Gospel-Bewegung seiner Zeit gemein hatte als mit den intoleranten Anhängern des Ku-Klux-Klans oder den Anti-Darwinisten. In einer Zeit, in der die Gesellschaft immer säkularer wurde, maß Coolidge dem Glauben weiterhin eine zentrale Position in der Kultur und der Gesellschaft zu. In einer Rede sagte er 1924:

„Our government rests upon religion. It is from this source that we derive our reverence for truth and justice, for equality and liberty, and for the rights of mankind.“

„Unsere Regierung stützt sich auf die Religion. Aus dieser Quelle erlangen wir unsere Ehrfurcht vor Wahrheit und Gerechtigkeit, vor Gleichheit und Freiheit, und vor den Rechten der Menschheit.“

Coolidge wurde als leicht reizbar, ungeduldig, bescheiden, ernst und wortkarg beschrieben. Seine Schweigsamkeit brachte ihm den Spitznamen „Silent Cal“ ein. Aufgrund seiner Wutausbrüche habe laut Ike Hoover im Weißen Haus ein ständiges Klima der Angst, seinen Job zu verlieren, geherrscht. Seiner Frau gegenüber zeigte sich Coolidge ausgesprochen chauvinistisch. Während Florence Harding von ihrem Ehemann in viele politische Entscheidungen einbezogen wurde, kannte Grace Coolidge die meisten Kabinettsmitglieder noch nicht einmal persönlich, und Calvin Coolidge weigerte sich, ihr seinen Terminkalender auszuhändigen. Oft sprach er ohne ersichtlichen Grund tagelang nicht mit ihr. Auffallend war auch sein trockener, bisweilen kindischer Humor. So gab er den Bediensteten im Weißen Haus Spitznamen und spielte Klingelstreiche.
In der Republikanischen Partei der 1920er machte Greenberg drei Hauptströmungen aus: einen (rechts-)konservativen, wirtschaftsliberalen Flügel, der auch als „Old Guard“ bezeichnet wurde, einen gemäßigt konservativen bis progressiven Flügel, der sich mittlerweile nur noch in Fragen der Außenpolitik von der Old Guard unterschied, und einen unbeugsamen progressiven Flügel, der weiterhin für ein aktivistischeres Regierungshandeln eintrat und auch innerparteiliche Auseinandersetzung nicht scheute. Coolidge trat nie als Mitglied der Old Guard auf und wurde auch von vielen ihrer Anführer wie Henry Cabot Lodge durchaus kritisch gesehen, zu ihnen hatte er aber die größte ideologische Nähe und in den meisten politischen Fragen stand er mit diesen auch auf derselben Seite, beispielsweise im Streit um den Farm Relief Act.

## Werke
- Have Faith in Massachusetts. Houghton Mifflin Company, Boston 1919.
- The Price of Freedom. Charles Scribner’s Sons, New York 1924.
- Foundations of the Republic. Charles Scribner’s Sons, New York 1926.

- The Autobiography of Calvin Coolidge, 1929. LCCN 30-002458